# Ahnebeck
Ahnebeck ist ein Ortsteil der Gemeinde Parsau im Osten des niedersächsischen Landkreises Gifhorn.

## Geographie

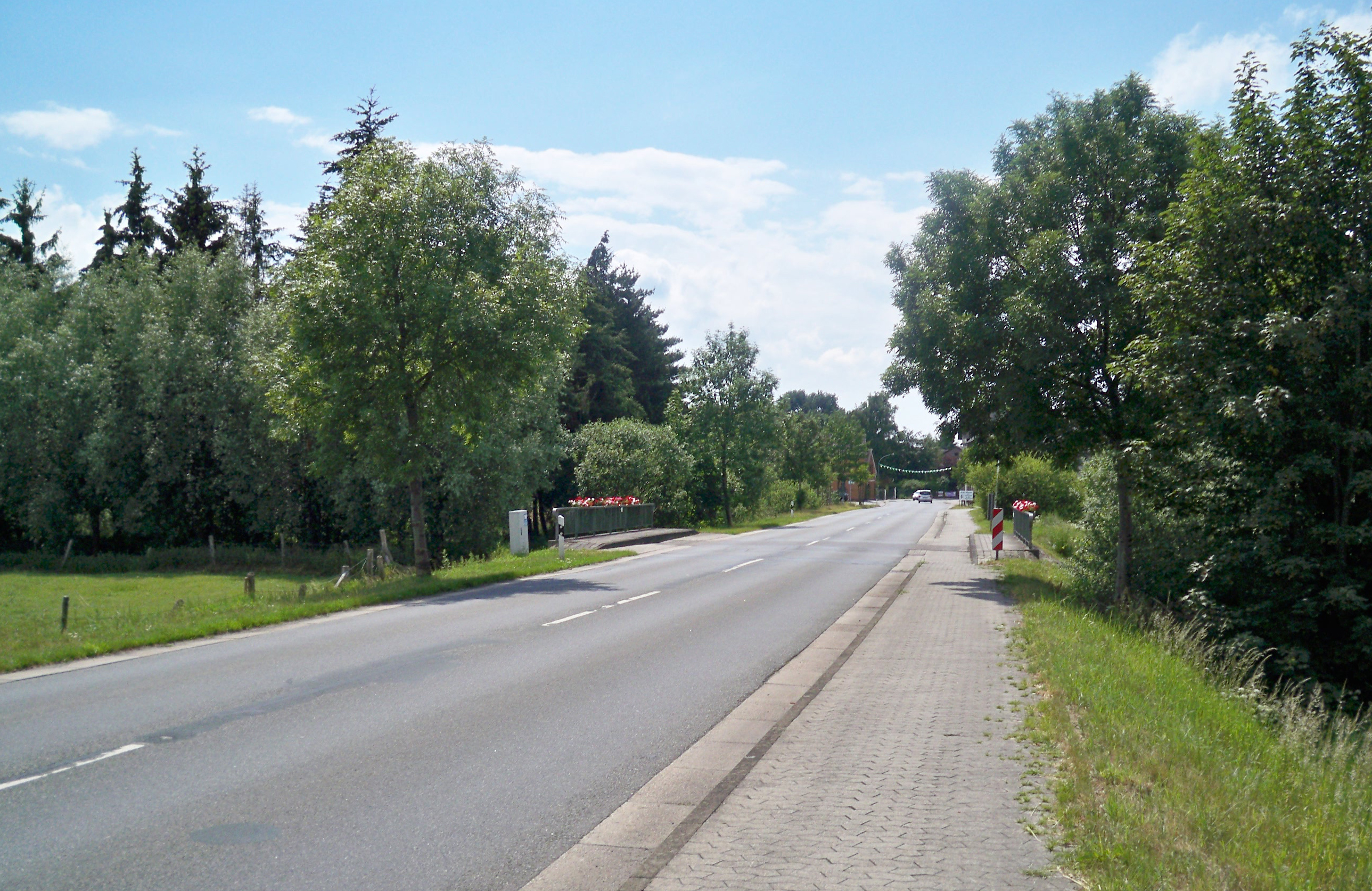
Ahnebeck von Croya aus gesehen, mit Brücke über den Landgraben

Ahnebeck liegt am Nordrand des Vorsfelder Werders. Vom nahegelegenen Croya ist es durch den Landgraben getrennt, der nach Osten zum Niedermoorgebiet Drömling führt und früher Antbeck oder Anebek genannt wurde. Unmittelbar südwestlich von Ahnebeck liegt Parsau. Ahnebeck erstreckt sich entlang der B 244 („Ahnebecker Straße“).
Ahnebeck liegt rund 64 Meter über Normalnull und hat 136 Einwohner. Der Ort besteht überwiegend aus modernisierten Bauernhöfen und Einfamilienhäusern, die teilweise nach dem Zweiten Weltkrieg entstanden. Die Umgebung ist ländlich geprägt mit Acker- und Mischwaldflächen.

## Geschichte
1341 fand an der Antbeck ein Doppelmord statt. Die Opfer waren zwei Brüder aus dem Adelsgeschlecht Knesebeck, die Täter gehörten zu dem Geschlecht Bartensleben, das auf der Wolfsburg residierte. Als Sühneleistung mussten sie am Tatort eine Kapelle und in der Salzwedeler Marienkirche zwei Altäre errichten. 1495 verkauften die von Knesebeck ihren Besitz um das heutige Ahnebeck an die von Bartensleben. Da die Grenze zwischen dem Fürstentum Lüneburg und dem Fürstentum Braunschweig-Wolfenbüttel seit 1428 zwischen Ahnebeck und Croya lag, wurde am Übergang über den Ahnebeck eine Zollstelle mit Gastwirtschaft eingerichtet.
Als Ort wurde Ahnebeck erstmals 1624 als Ahnebergk erwähnt. Ahnebeck wurde nicht wie die meisten umliegenden Dörfer als Rundling erbaut, sondern als Straßendorf.
1742 wurde das Amt Vorsfelde gegründet, dem auch Ahnebeck angehörte. 1807 erfolgte die Auflösung des Amtes Vorsfelde durch die französische Besatzungsmacht, danach gehörte Ahnebeck bis 1813 zum Kanton Vorsfelde im Distrikt Helmstedt, im Departement der Oker des Königreiches Westphalen. In der ersten Hälfte des 19. Jahrhunderts kam Ahnebeck in den damals neu gegründeten Landkreis Helmstedt. 1850 gab es zwölf Bauernhöfe.
1910 wurde in Ahnebeck eine Freiwillige Feuerwehr gegründet und ein Spritzenhaus erbaut. Bei der Volkszählung im Deutschen Reich 1939 war Ahnebeck mit 84 Einwohnern die einzige Gemeinde im damaligen Landkreis Helmstedt mit weniger als einhundert Einwohnern. In den Kriegshandlungen des Zweiten Weltkriegs starben acht Ahnebecker Männer, also ein Fünftel der damaligen männlichen Bevölkerung.
Infolge der Flucht und Vertreibung Deutscher aus Mittel- und Osteuropa von 1945–1950 hatte sich die Einwohnerzahl von Ahnebeck von 84 (1939) auf 173 (1950) vergrößert, davon waren 1950 69 Heimatvertriebene. Auch bei der Volkszählung 1950 blieb Ahnebeck mit seinen 173 Einwohnern die kleinste Gemeinde im Landkreis Helmstedt.
Bis 1972 gehörte Ahnebeck zum Landkreis Helmstedt. Am 1. Juli 1972 wurde Ahnebeck in die Gemeinde Parsau eingegliedert. Die Gemeinde Parsau gehörte fortan zur Samtgemeinde Rühen und zum Landkreis Gifhorn. Am 1. März 1974 wurde die Samtgemeinde Rühen aufgelöst. Am 15. März 1974 beschloss die Gemeinde Parsau, sich der Samtgemeinde Brome anzuschließen.
1973 wurde die einzige Gaststätte geschlossen. 1992 löste sich die Freiwillige Feuerwehr Ahnebeck auf und schloss sich der Freiwilligen Feuerwehr Parsau an.

### Einwohnerentwicklung
| Jahr      | 1774 | 1793 | 1821 | 1849 | 1858 | 1871 | 1885 | 1905 | 1910 | 1925 | 1933 | 1939 | 1950 | 1956 | 1961 | 1971 | 1985 | 2011 | 2018 | 2019 |
| --------- | ---- | ---- | ---- | ---- | ---- | ---- | ---- | ---- | ---- | ---- | ---- | ---- | ---- | ---- | ---- | ---- | ---- | ---- | ---- | ---- |
| Einwohner | 72   | 75   | 89   | 114  | 106  | 96   | 104  | 101  | 102  | 109  | 99   | 84   | 173  | 137  | 128  | 118  | 123  | 110  | 155  | 136  |

## Wirtschaft und Infrastruktur

### Unternehmen

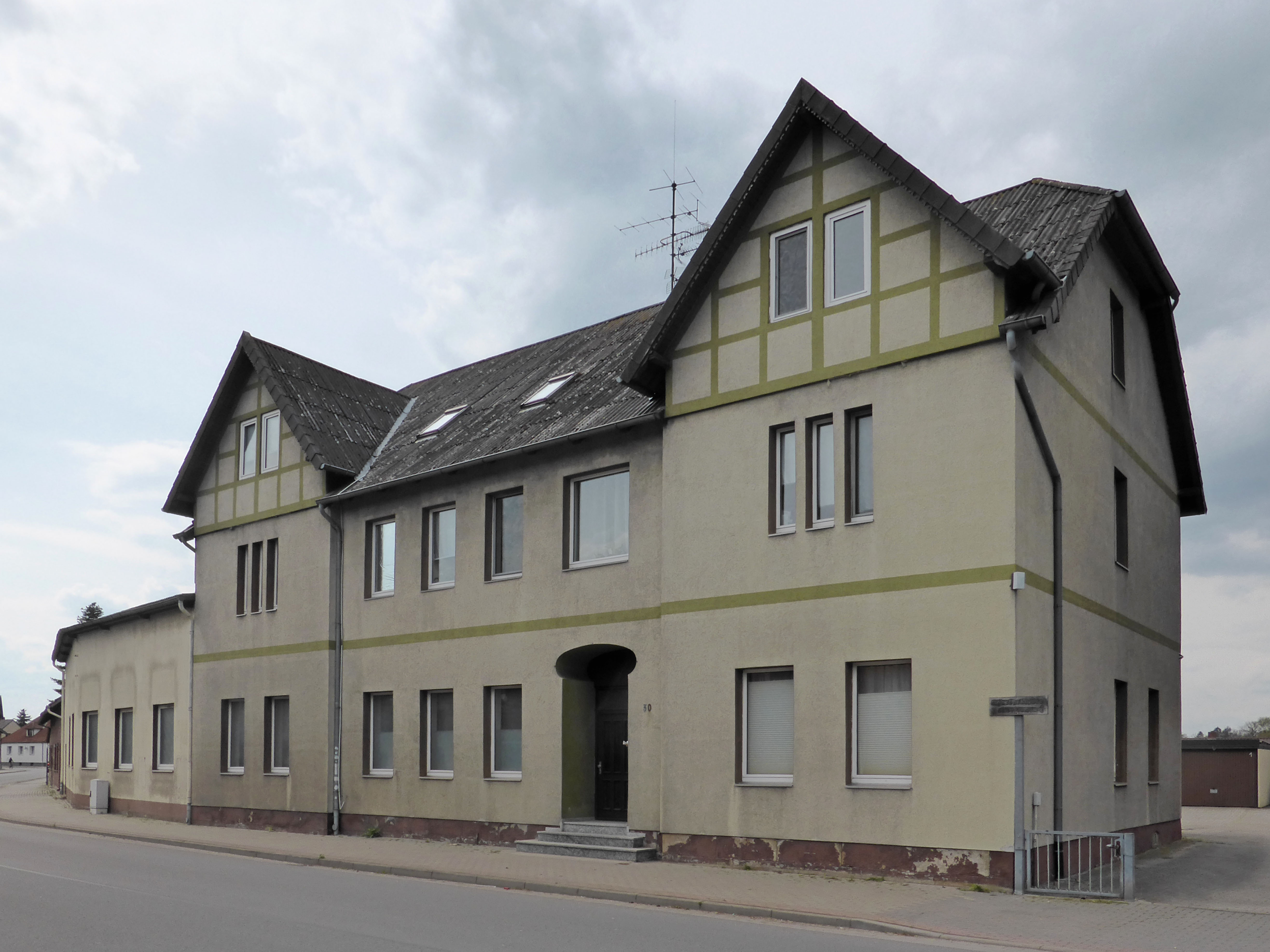
Ehemalige Gaststätte

Die Poststelle II, die dem Hauptpostamt Vorsfelde zugeordnet war, wurde geschlossen. Einkaufsmöglichkeiten des täglichen Bedarfs sind in Ahnebeck nicht vorhanden.
In einem Verzeichnis der Bartenslebischen Untertanen vom 21. Oktober 1658 wird für Ahnebeck als Abgabe ein Krugzinß erwähnt, und in der Braunschweigischen General-Landes-Vermessung von 1757 wird für das Dorf Ahnebeck ein Förster= Zoll= u. Krug=Hauß genannt. Das zeigt das Bestehen einer Schankwirtschaft auf, die mit der Zollstelle verbunden war. 1973 wurde die Gaststätte geschlossen und zu einem Wohnhaus umgebaut. 

### Öffentliche Einrichtungen
Die Schule, die evangelisch-lutherische und die katholische Kirche sowie der Friedhof für die Einwohner von Ahnebeck befinden sich in Parsau.
Der Kinderspielplatz besteht nicht mehr. Die 1910 gegründete Freiwillige Feuerwehr Ahnebeck schloss sich 1992 der Freiwilligen Feuerwehr Parsau an, die seit dem Freiwillige Feuerwehr Parsau / Ahnebeck heißt. Auch die Schützengesellschaft Parsau-Ahnebeck e.V. und die Junge Gesellschaft Parsau/Ahnebeck bestehen gemeinsam mit Parsau. 

### Verkehr

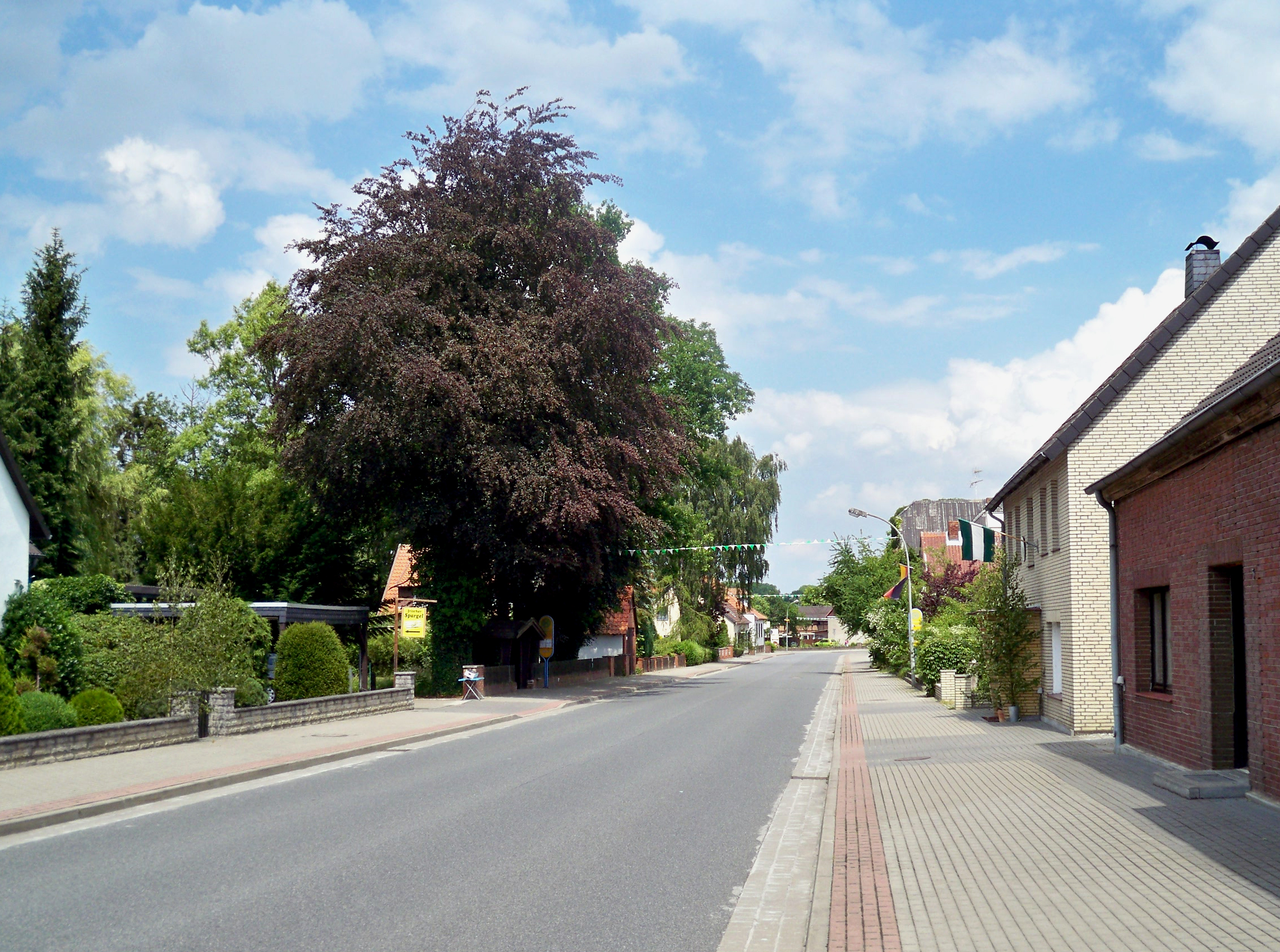
B 244 in Ahnebeck

Die B 244 zweigt westlich von Dedelstorf von der B 4 ab und führt über Wittingen durch Ahnebeck, und weiter über Helmstedt bis nach Elbingerode (Harz). Die nächstliegenden Ortschaften an der B 244 sind von Ahnebeck aus im Norden Croya und im Süden Parsau. Die nächstliegende Autobahnanschlussstelle ist Weyhausen in rund 18 Kilometer Entfernung (A 39).
Ahnebeck wird im Stundentakt von Bussen der Linie Wolfsburg–Brome bedient. Mit weiteren Buslinien sind von Ahnebeck aus auch Beetzendorf, Klötze, Salzwedel und Wittingen sowie im Berufsverkehr das Volkswagenwerk Wolfsburg erreichbar.
Die 1909 eröffnete und inzwischen stillgelegte Bahnstrecke Wittingen–Oebisfelde führte knapp einen halben Kilometer westlich von Ahnebeck vorbei, ohne dass bei Ahnebeck ein Haltepunkt gewesen war. Bis 1974 hielten Personenzüge in den nahegelegenen Bahnhöfen Croya und Parsau.